# Age of Empires II: Rise of the Rajas
Age of Empires II: Rise of the Rajas, egentligen Age of Empires II HD: Rise of the Rajas, är den fjärde expansionen till realtidsstrategispelet Age of Empires II: The Age of Kings. Expansionen släpptes den 19 december 2016 på Steam.
Rise of the Rajas är en utveckling från en tidigare expansion, The Forgotten, och kom ut efter The African Kingdoms. Rise of the Rajas utspelar sig i Sydostasien och inkluderar bland annat fyra nya civilisationer, fyra nya kampanjer, nya enheter, nya kartor och förbättrad artificiell intelligens.
För att spela Rise of the Rajas krävs huvudspelet Age of Empires II: HD Edition.

## Civilisationer
Expansionen har fyra nya civilisationer som är härrörande från Sydostasien.
| Civilisation och dess specialiteter    | Särskilda bonusar | Unik enhet                                                    | Unik teknik | Underverk                   |
| -------------------------------------- | --- | ------------------------------------------------------------- | --- | --------------------------- |
| Burmeser Munkar och elefanter.         | Billigare religiös teknik. Infanterier får +1 i attack per tidsålder. Gratis uppgraderingar av Lumber Camp (depåbyggnad för trä). Reliker är synliga på kartan. | Arambai (kavalleri med kastspjut).                            | Howdah (elefanter får +1/+2 i skydd). Manipur Cavalry (kavalleri och Arambai får +6 i attack mot byggnader).                    | Shwezigon pagod             |
| Khmerer Belägringsvapen och elefanter. | Inga byggnader behövs för att utveckla till nästa tidsålder. Battle Elephants (stridselefanter) är 15 % snabbare. Bybor kan ta sin tillflykt i vanliga hus. Scorpions (pilskjutande ballister) får +1 i räckvidd.                                                                                         | Ballista Elephant (pilskjutande ballist monterad på elefant). | Tusk Swords (Ballista Elephants får +3 i attack). Double Crossbow (Ballista Elephants och Scorpions skjuter två projektiler).   | Angkor Vat                  |
| Malajer Infanteri och örlog.           | Snabbare utveckling till nästa tidsålder. Ryssjor är billigare och har oändlig mat. Battle Elephants är billigare. Hamnar får +100 % i synfält. | Karambit Warrior (infanteri).                                 | Thalassocracy (uppgraderar hamnar till att kunna skjuta pilar). Forced Levy (Militia och dess förbättringar kostar inget guld). | Sewu (tempel vid Prambanan) |
| Vietnameser Bågskyttar.                | Visar fienders positioner vid spelstart. Archery Range (militärbyggnad för bågskyttar) får ökad HP (skadepoäng) för varje tidsålder. Gratis Conscription (teknik som ökar arbetshastigheten för vissa militärbyggnader). Tillgång till Imperial Skirmishers (egentlig andra unik enhet) via uppgradering. | Rattan Archer (bågskytte).                                    | Chatras (Battle Elephants får +30 i HP). Paper Money (spelaren själv och dess allierade får 500 guld).                          | Chùa Bút Tháp (tempel)      |

## Enheter
Förutom en unik enhet för varje ny civilisation har expansionen ytterligare två nya allmännare enheter:
- Battle Elephant: Kavallerienhet, stridselefant som är tillgänglig för alla de fyra nya civilisationerna.
- Imperial Skirmisher: Bågskytte som är egentligen en andra unik enhet för vietnameser, men är också tillgänglig för alla de civilisationer som är allierade med vietnameser.

## Kampanjer
Expansionen erbjuder fyra nya kampanjer, där var och en representeras av de nya civilisationerna. Nedanför visas en lista på samtliga scenarier eller uppdrag för respektive kampanj.
- Gajah Mada (malajer): Handlar om premiärministern Gajah Mada och sitt expansionskrig för Majapahitriket.
  1. The Story of Our Founders
  2. Unconditional Loyalty
  3. The Oath to Unify Nusantara
  4. Serving the New King
  5. The Pasunda Bubat Tragedy

- Suryavarman I (khmerer): Handlar om hur kung Suryavarman I kommer till makten innan expanderingen av Khmerriket.
  1. Usurpation
  2. Quelling the Rebellion
  3. A Dangerous Mission
  4. Challenging a Thalassocracy
  5. Nirvanapada

- Bayinnaung (burmeser): Handlar om den uppkomna kungen Bayinnaung i Taungoo-dynastin i Myanmar, det historiskt största imperiet i Sydostasien. Den tar även upp underkastelsen av shan- och monfolket.
  1. The Burmese Tigers
  2. The Mandalay Cobra
  3. The Royal Peacock
  4. The White Elephant
  5. The Old Tiger

- Le Loi (vietnameser): Handlar om hur vietnameser ledd av Le Loi blir oberoende från den kinesiska Mingdynastin.
  1. The Dai Viet Uprising
  2. The Mountain Siege
  3. The Battle at Hanoi
  4. Reaching South
  5. A Three-Pronged Attack
  6. The Final Fortress